# Georgetowni Egyetem
A Georgetowni Egyetem privát kutatóegyetem, mely az Amerikai Egyesült Államok fővárosában, Washingtonban található.
Az 1789-ben Georgetowni Főiskolaként alapított egyetem kilenc egyetemi és posztgraduális iskolából áll, köztük a Külügyi Szolgálat Iskolája, a Kereskedelmi Iskola, az Orvosi Iskola és a Jogi Iskola. Georgetown fő campusa a Potomac-folyó feletti dombon található. Az egyetem negyvennyolc tudományágban kínál okleveleket, átlagosan 7500 egyetemi és 10 000 posztgraduális hallgatót jegyez be több mint 130 országból. A campus főépülete, Healy Hall nemzeti történelmi emlék.